# 德保罗大学
德保羅大學（英語：DePaul University）成立於1898年，位於美國芝加哥，是一所私立天主教大學，為紀念17世紀一名法國神父聖文生而命名。

## 校區

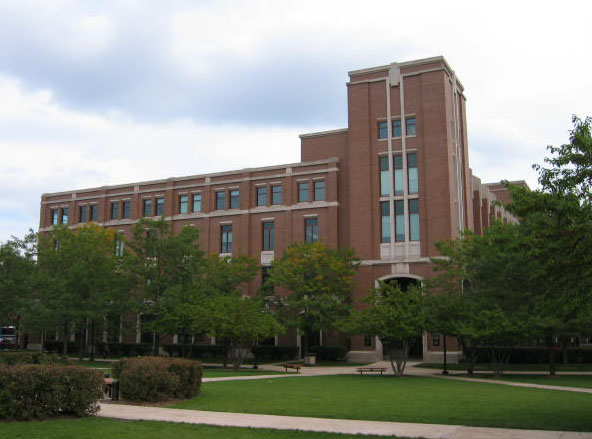
1992年建成的理查德森圖書館（Richardson Library）位於林肯校區

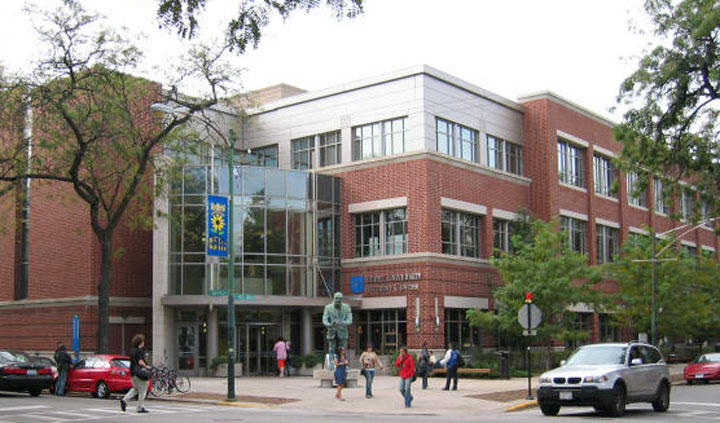
學生中心

該大學共有兩個校區，一個位於市中心的盧普區，一個位於林肯公園（原始校區及最大校區）。
林肯公園校區佔地面積36英畝（14.57公頃），這個校區的宿舍（Belden-Racine Hall、Clifton-Fullerton Hall、Corcoran Hall、Munroe Hall、Seton Hall、University Hall）可為約2,400名學生提供住宿。理查德森圖書館（Richardson Library，1992年建成）、德保羅美術館（DePaul Art Museum，2011年建成）位於此地。

## 學術
德保羅大學在美國國內排在100-150名之間，其教育學為優勢課程，《CIO Magazine》將其列在美國國內信息技術產業中的百大創新機構之一。大學下分十個學院，大部分學院的學生以學季制上學，只有法學院是按照學期制開課的。

## 外部連結
- 官方網站 （页面存档备份，存于）
- DePaul Blue Demons Official Athletics Website （页面存档备份，存于）
- DePaul University Continuing and Professional Education Website （页面存档备份，存于）

41°55′25″N 87°39′13″W / 41.923558°N 87.653542°W